# NGC 1748
NGC 1748 es una nebulosa de emisión en la Gran Nube de Magallanes, galaxia que forma parte del Grupo Local. Visualmente se encuentra en la constelación de Dorado.
Las estrellas jóvenes emiten tal cantidad de energía que empujan y dispersan el gas y el polvo que forma la nebulosa. En los últimos cientos de miles de años, estas estrellas han alterado la forma de burbuja de la nebulosa y probablemente destruirán la nebulosa en unos pocos millones de años.
De especial interés es una región brillante, rodeada por un anillo de polvo de color rosáceo, que aparece a la izquierda en la imagen. El centro de esta región está siendo despejada por el viento estelar de la estrella que se halla en su centro, 30 veces más masiva y 200 000 veces más luminosa que el Sol. La cavidad formada tiene un diámetro de unos 25 años luz. Una línea de polvo más frío conecta NGC 1748 con una nebulosa difusa más grande que se encuentra a su derecha llamada DEM22d.
NGC 1748 fue descubierta en 1836 por John Herschel.